# The Irishman
The Irishman (englisch für ‚Der Ire‘) ist ein US-amerikanischer Kriminalfilm von Martin Scorsese über den mit der Bufalino-Familie von der amerikanischen Cosa Nostra assoziierten Auftragsmörder Frank „The Irishman“ Sheeran und seine Verstrickung in das Verschwinden des Gewerkschaftsführers Jimmy Hoffa. Als Vorlage für das Drehbuch von Steven Zaillian diente der 2003 veröffentlichte True-Crime-Report I Heard You Paint Houses von Charles Brandt.
Der von Netflix finanzierte Film erschien am 27. November 2019 weltweit per Video-on-Demand auf Netflix und wurde zuvor ab dem 1. November 2019 in den Vereinigten Staaten in vereinzelten Kinos gezeigt. In Deutschland erfolgte ein limitierter Kinostart ab dem 14. November 2019. Die Film-Premiere fand am 27. September 2019 beim New York Film Festival statt.

## Handlung
Der irischstämmige Kriegsveteran Frank Sheeran arbeitet während der 1950er Jahre als Lastwagenfahrer und bessert sich sein Gehalt auf, indem er illegal einen Teil seiner Fleischladung an die Mafia verkauft. Dies führt dazu, dass Frank eines Tages wegen Diebstahls angeklagt, von dem Anwalt William „Bill“ Bufalino vertreten und dank dessen Cleverness freigesprochen wird. Wenig später stellt Bill Frank seinem Cousin Rosario „Russell“ Alberto Bufalino vor, dem Oberhaupt einer im Nordosten von Pennsylvania aktiven Mafiafamilie.
Russell heuert Frank an, um für sich Aufträge ausführen zu lassen, bei denen dieser mitunter nicht vor Gewalt und Mord zurückschreckt. Durch seine Arbeit für die Mafia erhält Frank einen Job als Leibwächter für den Gewerkschaftsführer James Riddle „Jimmy“ Hoffa, welcher Präsident der Teamsters-Gewerkschaft mit Verbindungen zur Mafia ist und Schwierigkeiten mit dem aufstrebenden Teamster-Mitglied Anthony „Tony Pro“ Provenzano hat, einem hochrangigen Mitglied der Genovese-Mafiafamilie aus New York City. Frank und Jimmy entwickeln über die Jahre eine tiefe Freundschaft zueinander.
In den frühen 1960er Jahren startet Generalstaatsanwalt Robert F. Kennedy einen juristischen Feldzug gegen die Unterwanderung der Gewerkschaften durch die Mafia. Hoffa wird 1964 zu einer langjährigen Haftstrafe verurteilt, die er nach mehrjähriger Verzögerungstaktik auch tatsächlich antreten muss. Zuvor installiert er den aus seiner Sicht harmlosen Frank Edward Fitzsimmons als Platzhalter an der Spitze der Teamsters. Doch Fitzsimmons gewährt der Mafia größeren Spielraum innerhalb der Gewerkschaft und gewinnt so deren Unterstützung. Gleichzeitig verschlechtert sich Hoffas Beziehung zu Provenzano, der selbst wegen Erpressung inhaftiert ist. Im Jahr 1971 wird Hoffa schließlich durch eine Begnadigung von Präsident Richard Nixon freigelassen, wobei ihm die Teilnahme an Teamsters-Aktivitäten bis 1980 untersagt ist. Trotzdem schmiedet Hoffa Pläne, seine Macht in der organisierten Gewerkschaftswelt zurückzuerobern, weshalb der besorgte Mafiaboss Bufalino ihn bei einer Feier von Frank warnt, dass die Führungsriege der „Familien“ mit seinem Verhalten unzufrieden ist, und ihm eine Warnung ausstellt. Hoffa selbst hält sich jedoch für unantastbar, da er insgeheim Dinge über Bufalino und weitere Mafia-Bosse weiß, die sie, wenn ihm jemals etwas geschehen sollte, entlarven und ins Gefängnis bringen würden.
Im Jahr 1975 wird Frank von Russell darüber informiert, dass die Dinge mit Hoffa ihren Bruchpunkt erreicht hätten und sein Tod beschlossen worden sei. Frank begibt sich nach Detroit, wo Hoffas Ermordung ausgeführt werden soll. Hoffa, der in einem örtlichen Diner ein Treffen mit Provenzano und Anthony „Tony Jack“ Giacalone von der örtlichen Zerilli-Mafiafamilie geplant hat, ist überrascht, dass alternativ Frank mit Hoffas Stiefsohn Charles „Chuckie“ O’Brien und dem mit der Genovese-Familie assoziierten Gangster Salvatore „Sal“ Briguglio in einem Auto vorfährt. Briguglio erzählt Hoffa, dass das Treffen in ein lokales Haus verlegt wurde und dass Provenzano und Bufalino dort auf ihn warten. Beim Betreten des Hauses sieht Hoffa, dass sich verdächtigerweise niemand anderes im Haus befindet, woraufhin er von Frank erschossen wird.
Frank, Russell, Provenzano und andere werden schließlich zu langen Haftstrafen verurteilt, jedoch nur wegen Vorwürfen, die nichts mit Hoffas Ermordung zu tun haben. Während einer nach dem anderen im Gefängnis stirbt, wird Frank schließlich aus der Haft entlassen und in einem Altersheim untergebracht. Sein Versuch, seinen enttäuschten Töchtern nach seiner Entlassung näher zu kommen, bleibt vergebens, und Frank beginnt sich allmählich auf seinen Tod vorzubereiten, der nach der Entfremdung seiner Familie nur von wenigen Menschen betrauert werden wird.

## Besetzung und Synchronisation
Die deutsche Synchronisation entstand unter der Dialogregie von Axel Malzacher, nach einem Dialogbuch von Matthias von Stegmann durch die Synchronfirma Film- & Fernseh-Synchron in Berlin.

### Hauptbesetzung
| Darsteller     | Synchronsprecher   | Figur                              | Beschreibung                                                                   |
| -------------- | ------------------ | ---------------------------------- | ------------------------------------------------------------------------------ |
| Robert De Niro | Christian Brückner | Frank „The Irishman“ Sheeran       | Handlanger und Auftragsmörder der amerikanischen „Cosa Nostra“                 |
| Al Pacino      | Frank Glaubrecht   | James Riddle „Jimmy“ Hoffa         | Gewerkschaftsführer der „International Brotherhood of Teamsters“               |
| Joe Pesci      | Freimut Götsch     | Rosario „Russell“ Alberto Bufalino | Oberhaupt der „Bufalino-Familie“ aus dem Nordosten von Pennsylvania            |
| Ray Romano     | Tobias Meister     | William „Bill“ Bufalino Sr.        | Rechtsanwalt und Cousin von Russel Bufalino                                    |
| Stephen Graham | Martin Kautz       | Anthony „Tony Pro“ Provenzano      | Mitglied der „Teamsters“ und ein Capo der „Genovese-Familie“ aus New York City |
| Lucy Gallina   |                    | Peggy Sheeran (jung)               | Tochter von Frank und Mary Sheeran                                             |
| Anna Paquin    | Berenice Weichert  | Peggy Sheeran (erwachsen)          | Tochter von Frank und Mary Sheeran                                             |
| Gary Basaraba  | Hans Hohlbein      | Frank Edward Fitzsimmons           | Mitglied der „Teamsters“ und Nachfolger von Jimmy Hoffa                        |

### Nebenbesetzung
| Darsteller           | Synchronsprecher    | Figur                                | Beschreibung                                                                       |
| -------------------- | ------------------- | ------------------------------------ | ---------------------------------------------------------------------------------- |
| Domenick Lombardozzi | Stefan Fredrich     | Anthony „Fat Tony“ Salerno           | Straßenchef der „Genovese-Familie“                                                 |
| Jesse Plemons        | Leonhard Mahlich    | Charles „Chuckie“ O’Brien            | Ziehsohn von Jimmy Hoffa                                                           |
| Aleksa Palladino     | Dina Kürten         | Mary Sheeran                         | Erste Ehefrau von Frank Sheeran                                                    |
| Kathrine Narducci    | Sabine Falkenberg   | Catherine „Carrie“ Sciandra Bufalino | Ehefrau von Russel Bufalino                                                        |
| Louis Cancelmi       | Frank Schaff        | Salvatore „Sally Bugs“ Briguglio     | Ein mit der „Genovese-Familie“ assoziierter Gangster                               |
| Sebastian Maniscalco | Axel Malzacher      | Joseph „Joey“ Gallo                  | Mitglied der „Colombo-Familie“ aus New York City                                   |
| Harvey Keitel        | Joachim Kerzel      | Angelo Bruno                         | Oberhaupt der „Bruno-Familie“ aus Philadelphia                                     |
| Stephanie Kurtzuba   | Maud Ackermann      | Irene Sheeran                        | Zweite Ehefrau von Frank Sheeran                                                   |
| Bobby Cannavale      | Charles Rettinghaus | Felix „Skinny Razor“ DiTullio        | Ein Capo der „Bruno-Familie“                                                       |
| Welker White         | Andrea Aust         | Josephine „Jo“ Hoffa                 | Ehefrau von Jimmy Hoffa                                                            |
| Jack Huston          | Thaddäus Meilinger  | Robert F. „Bobby“ Kennedy            | Generalstaatsanwalt                                                                |
| Bo Dietl             | Roland Hemmo        | Joseph Glimco                        | Mitglied der „Teamsters“ und ein Capo des „Chicago Outfit“                         |
| Joseph Riccobene     | Ulrich Blöcher      | Aladena „Jimmy the Weasel“ Fratianno | Mitglied der „Dragna-Familie“ aus Los Angeles und späterer Regierungszeuge         |
| Steven Van Zandt     |                     | Jerry Vale                           | Sänger und Schauspieler                                                            |
| Jim Norton           | Tobias Lelle        | Don Rickles                          | Unterhaltungskünstler                                                              |
| Al Linea             |                     | Sam „Momo“ Giancana                  | Oberhaupt des „Chicago Outfit“                                                     |
| Jake Hoffman         | Norman Matt         | Allen M. Dorfman                     | Versicherungsvertreter und Gewerkschafter mit engen Kontakten zum „Chicago Outfit“ |
| Patrick Gallo        | Jan Odle            | Anthony „Tony Jack“ Giacalone        | Ein Capo der „Zerilli-Familie“ aus Detroit                                         |
| Garry Pastore        |                     | Joseph Colombo                       | Oberhaupt der „Colombo-Familie“                                                    |
| Larry Romano         |                     | Philip „Phil“ Testa                  | Mitglied der „Bruno-Familie“                                                       |
| Joseph Bono          |                     | Frank „Barracuda“ Sindone            | Mitglied der „Bruno-Familie“                                                       |
| Garry Pastore        |                     | Albert Anastasia                     | Oberhaupt der „Gambino-Familie“ aus New York City                                  |
| Action Bronson       | Daniel Zillmann     | Sarg-Verkäufer                       |                                                                                    |

## Produktion
Martin Scorsese plante lange, die Romanvorlage mit Robert De Niro, Al Pacino und Joe Pesci umzusetzen. Bereits seit 2008 wird das Projekt immer wieder genannt und schon im Jahr 2010 wurde bestätigt, dass Robert De Niro das erste Mal seit Casino (1995) in einem Scorsese-Film vor der Kamera zu sehen sein werde.
Im Jahr 2012 schlug De Niro Al Pacino für die Rolle des korrupten Gewerkschaftsführers Jimmy Hoffa vor, auch an einer Lesung des Drehbuchs nahm Al Pacino teil. Im September 2014 bestätigte Al Pacino, dass Scorsese mit ihm an dem Projekt arbeite und es Scorseses nächster Film nach Silence werden soll. De Niro und Pacino traten der Besetzung offiziell im Juli 2017 bei. In den nächsten drei Monaten kamen Ray Romano, Bobby Cannavale und Harvey Keitel hinzu. Joe Pesci, der sich zu Beginn der Produktion bereits im Ruhestand befand, wurde die Rolle des Russell Bufalino angeblich 50-mal angeboten, bis er das Angebot annahm. Im Oktober 2017 wurde die Besetzung mit Gary Basaraba bekannt, der den Präsidenten Frank Fitzsimmons der International-Brotherhood-of-Teamsters-Gewerkschaft spielt. Welker White spielt Josephine „Jo“ Hoffa, Jimmys Frau, Stephanie Kurtzuba Franks Frau Irene Sheeran und Kathrine Narducci Russells Frau Catherine „Carrie“ Sciandra Bufalino. Anna Paquin übernahm die Rolle von Irenes und Franks Tochter Peggy, die als Kind von Lucy Gallina gespielt wird. Stephen Graham spielt Hoffas Rivalen, den Verbrecherboss Anthony „Tony Pro“ Provenzano. Da sich die Geschichte des Films über einen Zeitraum von 30 beziehungsweise 60 Jahren erstreckt, so in Erinnerungsrückblenden von Frank Sheeran, wurden die Schauspieler teilweise digital verjüngt. Dies geschah durch CGI-Effekte des Unternehmens Industrial Light & Magic.
Im Jahr 2015 wurde erstmals ein Produktionsstart bekanntgegeben. Die Dreharbeiten sollten im Jahr 2016 beginnen, wurden dann aber verschoben. Im Mai 2016 wurde bekannt, dass sich Paramount Pictures die Filmrechte am Projekt gesichert habe. Im Februar 2017 teilte Paramount mit, dass das Studio die Rechte am Film nicht weiter behalten werde, da der wichtigste geldgebende Produzent, Fabrica de Cine, nicht mehr bereit sei, den Film zu finanzieren. Grund dafür waren die stetig steigenden Produktionskosten des Projekts. Daraufhin sicherte sich Netflix die Filmrechte für 105 Mio. US-Dollar.
Nachdem Paramount Pictures die Veröffentlichungsrechte an Netflix abgegeben hatte, drohte ein Rechtsstreit mit dem Unternehmen STX Entertainment, das bereits Mitte 2016 für 50 Millionen US-Dollar alle Rechte zur Distribution außerhalb der USA erworben und diese wiederum an Verleiher in verschiedenen Ländern weiterverkauft hatte.
Im Mai 2017 wurde bekannt, dass Netflix sich hinter den Kulissen mit STX Entertainment einigen konnte und die Produktion nun endgültig im August 2017 starten solle. Ebenso gab man an, dass der Film nur kurz in wenigen US-Kinos laufen werde, um ihn für die Oscars zu qualifizieren, und dass ein Comeback von Joe Pesci nach wie vor möglich sei.
Die Dreharbeiten zum Film begannen Ende August 2017 in und um New York City.
Deadline.com berichtete im Verlauf der Dreharbeiten, dass Stephen Graham die Rolle eines Capos namens Anthony „Tony Pro“ Provenzano von der New Yorker Genovese-Familie spielen werde, Domenick Lombardozzi den Genovese-Boss Anthony „Fat Tony“ Salerno, und dass Sopranos-Darstellerin Kathrine Narducci in der Rolle der Frau von Russell Bufalino zu sehen sein werde.
Am 5. März 2018 verkündete Scorsese, dass die Dreharbeiten zum Film abgeschlossen wurden.
Die Produktionskosten des Films beliefen sich auf 159 Mio. US-Dollar.

## Rezeption

### Altersfreigabe
In den USA erhielt der Film von der MP(A)A ein R-Rating, was einer Freigabe ab 17 Jahren entspricht. In Deutschland ist der Film FSK 16. In der Freigabebegründung heißt es, der Film enthalte eine Vielzahl teils deutlicher Gewalt- und Tötungsszenen. Die Taten würden jedoch nicht reißerisch ausgespielt, und auch das Gangsterleben werde nicht verherrlicht, sondern kühl-distanziert geschildert.

### Kritiken
Der Film konnte bislang 95 Prozent aller Kritiker bei Rotten Tomatoes überzeugen und erhielt hierbei eine durchschnittliche Bewertung von 8,8 der möglichen 10 Punkte.
Stephanie Zacharek vom Time Magazine schreibt, der Film sei so detailreich und bewege sich so anmutig durch die vielen Epochen, dass es schwierig sei, eine klar umrissene Handlung auszumachen. Trotzdem sei der Film wunderschön aufgebaut.
Owen Gleiberman von Variety erklärt, The Irishman stelle das Leben als Mobster als eine weitaus unromantischere Erfahrung dar, als es Filme dieser Art normalerweise täten. Der Film sei von meisterhafter Präzision und tauche tief in das Innere seines Motivs ein, das dunkle Herz der Macht. Filme über die italienische Unterwelt hätten immer gezeigt, wie Gangster versuchten, Familie und Geschäft zu trennen, aber in The Irishman erscheine Franks Familie kaum auf dem Radar, außer seiner Tochter Peggy. Robert De Niros großartige Darbietung erinnert Gleiberman an seine Arbeit in GoodFellas, und er spiele Frank „The Irishman“ Sheeran als einen Mann, der gleichzeitig im Zentrum und am Spielfeldrand steht, Befehle entgegennimmt und reagiert. Er spiele ihn todernst als einen Mann mit großem Einfluss und einer komplexen Loyalität. Al Pacino hingegen spiele Hoffa als einen Egomanen, der auch ein brillanter Taktiker ist und sich selbst zum Gewerkschaftsführer gemacht hat und viel Leidenschaft auf seine Reden verwendet. Pacino verwandle Hoffas Unfähigkeit, sich zu bewegen oder Kompromisse einzugehen, in ein Lebenskraftspektakel der Hybris, was die beste Leistung des Schauspielers seit Jahren sei, so Gleiberman.
A.O. Scott von der New York Times schreibt, durch die Arbeit von Filmeditorin Thelma Schoonmaker sei der Film lang wie ein Roman von Dostojewski oder Dreiser und dunkel wie ein Gemälde von Rembrandt. Was Martin Scorsese interessiere, worum es meist in seinen Arbeiten gehe, seien keine Fakten, sondern Gefühle: „Wie viele seiner anderen Filme verbringt auch The Irishman einige Zeit damit, die Machtstrukturen und Verhaltensregeln abzubilden, die den jeweiligen Teil der Realität bestimmen“, so Franks Zeit als Lastwagenfahrer und als Soldat im Zweiten Weltkrieg.

### Auszeichnungen
AACTA International Awards 2020
- Nominierung als Bester Film
- Nominierung für die Beste Regie (Martin Scorsese)
- Nominierung für das Beste Drehbuch (Steven Zaillian)
- Nominierung als Bester Hauptdarsteller (Robert De Niro)
- Nominierung als Bester Nebendarsteller (Joe Pesci)
- Nominierung als Bester Nebendarsteller (Al Pacino)[32]

American Society of Cinematographers Awards 2020
- Nominierung für die Beste Kamera (Rodrigo Prieto)[33]

African-American Film Critics Association Awards 2019
- Aufnahme in die Besten zehn Filme des Jahres 2019[34]

Art Directors Guild Awards 2020
- Nominierung in der Kategorie Period Film (Bob Shaw)[35]

British Academy Film Awards 2020
- Nominierung als Bester Film
- Nominierung für die Beste Regie (Martin Scorsese)
- Nominierung für das Beste adaptierte Drehbuch (Steven Zaillian)
- Nominierung als Bester Nebendarsteller (Joe Pesci)
- Nominierung als Bester Nebendarsteller (Al Pacino)
- Nominierung für die Beste Kamera (Rodrigo Prieto)
- Nominierung für den Besten Schnitt (Thelma Schoonmaker)
- Nominierung für das Beste Szenenbild (Bob Shaw & Regina Graves)
- Nominierung für das Beste Kostümdesign (Sandy Powell & Christopher Peterson)
- Nominierung für die Besten visuellen Effekte (Leandro Estebecorena, Stephane Grabli & Pablo Helman)

Chicago Film Critics Association Awards 2019
- Auszeichnung für den Besten Schnitt (Thelma Schoonmaker)
- Nominierung als Bester Film
- Nominierung für die Beste Regie (Martin Scorsese)
- Nominierung für das Beste adaptierte Drehbuch (Steven Zaillian)
- Nominierung als Bester Hauptdarsteller (Robert De Niro)
- Nominierung als Bester Nebendarsteller (Joe Pesci)
- Nominierung als Bester Nebendarsteller (Al Pacino)
- Nominierung für den Besten Einsatz von visuellen Effekten[36]

Chicago International Film Festival 2019
- Auszeichnung mit dem Founder’s Award (Martin Scorsese)[37]

Cinema Audio Society Awards 2020
- Nominierung in der Kategorie Live-Action-Spielfilm[38]

Critics’ Choice Movie Awards 2020
- Auszeichnung als Bestes Schauspielensemble
- Nominierung als Bester Film
- Nominierung als Bester Hauptdarsteller (Robert De Niro)
- Nominierung als Bester Nebendarsteller (Joe Pesci)
- Nominierung als Bester Nebendarsteller (Al Pacino)
- Nominierung für die Beste Regie (Martin Scorsese)
- Nominierung für das Beste adaptierte Drehbuch (Steven Zaillian)
- Nominierung für die Beste Kamera (Rodrigo Prieto)
- Nominierung für das Beste Szenenbild (Bob Shaw & Regina Graves)
- Nominierung für den Besten Schnitt (Thelma Schoonmaker)
- Nominierung für das Beste Kostümdesign (Sandy Powell & Christopher Peterson)
- Nominierung für die Besten Frisuren und das beste Make-up
- Nominierung für die Besten visuellen Effekte
- Nominierung für die Beste Filmmusik (Robbie Robertson)[39]

Detroit Film Critics Society Awards 2019
- Nominierung als Bester Film
- Nominierung für die Beste Regie (Martin Scorsese)
- Nominierung als Bester Schauspieler (Robert De Niro)
- Nominierung als Bester Nebendarsteller (Joe Pesci)
- Nominierung als Beste Nebendarstellerin (Anna Paquin)
- Nominierung als Bestes Schauspielensemble
- Nominierung für das Beste Drehbuch (Steven Zaillian)[40]

Directors Guild of America Awards 2020
- Nominierung für die Beste Spielfilmregie (Martin Scorsese)[41]

Eddie Awards 2020
- Nominierung in der Kategorie Bester Filmschnitt – Drama (Thelma Schoonmaker)[42]

Golden Globe Awards 2020
- Nominierung als Bester Film – Drama
- Nominierung für die Beste Regie (Martin Scorsese)
- Nominierung als Bester Nebendarsteller (Joe Pesci)
- Nominierung als Bester Nebendarsteller (Al Pacino)
- Nominierung für das Beste Drehbuch (Steven Zaillian)

Golden Reel Awards 2020
- Nominierung in der Kategorie Best Sound Editing: Dialogue and ADR in a Feature Film[43]

Hollywood Critics Association Awards 2020
- Auszeichnung als Bester Nebendarsteller (Joe Pesci)
- Nominierung als Bester Film
- Nominierung als Bester männlicher Regisseur (Martin Scorsese)
- Nominierung als Bestes adaptiertes Drehbuch (Steven Zaillian)
- Nominierung als Bester Cast
- Nominierung für die Beste animierte oder VFX-Schauspielleistung (Robert De Niro)
- Nominierung für den Besten Schnitt (Thelma Schoonmaker)
- Nominierung für das Beste Make-up und die besten Frisuren
- Nominierung für die Besten visuellen Effekte[44]

Hollywood Film Awards 2019
- Auszeichnung mit dem Hollywood Supporting Actor Award (Al Pacino)[45]

Houston Film Critics Society Awards 2020
- Nominierung als Bester Film
- Nominierung für die Beste Regie (Martin Scorsese)
- Nominierung als Bester Nebendarsteller (Joe Pesci)
- Nominierung als Bester Nebendarsteller (Al Pacino)
- Nominierung für die Beste Kamera[46]

London Critics’ Circle Film Awards 2020
- Auszeichnung als Bester Nebendarsteller (Joe Pesci)
- Nominierung als Bester Film
- Nominierung für die Beste Regie (Martin Scorsese)
- Nominierung für das Beste Drehbuch (Steven Zaillian)
- Nominierung als Bester Schauspieler (Robert De Niro)
- Nominierung als Bester Nebendarsteller (Al Pacino)[47]

Make-Up Artists and Hair Stylists Guild Awards 2020
- Nominierung für die Besten Special-Make-Up-Effects (Mike Marino, Mike Fontaine & Carla White)[48]

National Board of Review Awards 2019
- Auszeichnung als Bester Film
- Auszeichnung für das Beste adaptierte Drehbuch (Steven Zaillian)[49]

New York Film Critics Circle Awards 2019
- Auszeichnung als Bester Film
- Auszeichnung als Besten Nebendarsteller (Joe Pesci)

Online Film Critics Society Awards 2020
- Auszeichnung für das Beste adaptierte Drehbuch (Steven Zaillian)
- Nominierung als Bester Film
- Nominierung für die Beste Regie (Martin Scorsese)
- Nominierung als Bester Hauptdarsteller (Robert De Niro)
- Nominierung als Bester Nebendarsteller (Joe Pesci)
- Nominierung als Bester Nebendarsteller (Al Pacino)
- Nominierung für den Besten Schnitt (Thelma Schoonmaker)
- Nominierung für die Beste Kamera (Rodrigo Prieto)[50]

Oscarverleihung 2020
- Nominierung als Bester Film
- Nominierung für die Beste Regie (Martin Scorsese)
- Nominierung für das Beste adaptierte Drehbuch (Steven Zaillian)
- Nominierung als Bester Nebendarsteller (Al Pacino)
- Nominierung als Bester Nebendarsteller (Joe Pesci)
- Nominierung für die Beste Kamera (Rodrigo Prieto)
- Nominierung für den Besten Schnitt (Thelma Schoonmaker)
- Nominierung für das Beste Szenenbild (Bob Shaw & Regina Graves)
- Nominierung für das Beste Kostümdesign (Sandy Powell & Christopher Peterson)
- Nominierung für die Besten visuellen Effekte

Producers Guild of America Awards 2020
- Nominierung als Bester Film (Jane Rosenthal & Robert De Niro, Emma Tillinger Koskoff & Martin Scorsese)[51]

San Diego Film Critics Society’s Awards 2019
- Auszeichnung als Bester Film
- Auszeichnung als Bester Nebendarsteller (Joe Pesci)
- Nominierung für die Beste Regie (Martin Scorsese)
- Nominierung als Bester Nebendarsteller (Al Pacino)
- Nominierung für das Beste adaptierte Drehbuch (Steven Zaillian)
- Nominierung für den Besten Schnitt (Thelma Schoonmaker)
- Nominierung für die Beste Kamera (Rodrigo Prieto)
- Nominierung für das Beste Szenendesign (Bob Shaw)
- Nominierung für die Besten visuellen Effekte
- Nominierung als Bestes Schauspielensemble[52]

Satellite Awards 2019
- Nominierung als Bester Nebendarsteller (Joe Pesci)
- Nominierung für das Beste adaptierte Drehbuch (Steven Zaillian)
- Nominierung für die Beste Filmmusik (Robbie Robertson)
- Nominierung für die Beste Kamera (Rodrigo Prieto)
- Nominierung für die Besten Visuellen Effekte (Pablo Helman)
- Nominierung für den Besten Filmschnitt (Thelma Schoonmaker)[53]

Saturn-Award-Verleihung 2021
- Nominierung als Bester Thriller

Screen Actors Guild Awards 2020
- Nominierung für das Beste Schauspielensemble
- Nominierung als Bester Nebendarsteller (Al Pacino)
- Nominierung als Bester Nebendarsteller (Joe Pesci)
- Nominierung für das Beste Stuntensemble

Seattle Film Critics Society Awards 2019
- Nominierung als Bester Film des Jahres
- Nominierung für die Beste Regie (Martin Scorsese)
- Nominierung für das Beste Drehbuch (Steven Zaillian)
- Nominierung als Bester Hauptdarsteller (Robert De Niro)
- Nominierung als Bester Nebendarsteller (Joe Pesci)
- Nominierung als Schurke des Jahres (Joe Pesci)
- Nominierung als Bestes Schauspielensemble
- Nominierung für den Besten Schnitt (Thelma Schoonmaker)
- Nominierung für das Beste Szenenbild (Bob Shaw & Regina Graves)
- Nominierung für die Besten visuellen Effekte (Pablo Helman, Leandro Estebecorena, Stephane Grabli & Nelson Sepulveda-Fauser)[54]

St. Louis Film Critics Association Awards 2019
- Auszeichnung für das Beste adaptierte Drehbuch
- Nominierung als Bester Film
- Nominierung für die Beste Regie (Martin Scorsese)
- Nominierung als Bester Nebendarsteller (Joe Pesci)
- Nominierung als Bester Nebendarsteller (Al Pacino)
- Nominierung für die Beste Kamera
- Nominierung für den Besten Schnitt
- Nominierung für das Beste Szenenbild
- Nominierung für die Besten visuellen Effekte[55]

Toronto Film Critics Association Awards 2019
- Auszeichnung für das Beste Drehbuch
- Nominierung als Bester Film
- Nominierung als Bester Nebendarsteller (Joe Pesci)
- Nominierung für die Beste Regie (Martin Scorsese)[56]

USC Scripter Award 2020
- Nominierung als Beste Filmadaption einer Publikation (Steven Zaillian & Charles Brandt)[57]

Visual Effects Society Awards 2020
- Auszeichnung in der Kategorie Herausragende visuelle Effekte als Unterstützung in einem fotorealistischen Spielfilm (Pablo Helman, Mitch Ferm, Jill Brooks, Leandro Estebecorena & Jeff Brink)
- Auszeichnung in der Kategorie Herausragendes Composing in einem Film (Nelson Sepulveda-Fauser, Vincent Papaix, Benjamin O’brien & Christopher Doerhoff)[58]

Washington D.C. Area Film Critics Association Awards 2019
- Nominierung als Bester Film
- Nominierung für die Beste Regie (Martin Scorsese)
- Nominierung als Bester Schauspieler (Robert De Niro)
- Nominierung als Bester Nebendarsteller (Joe Pesci)
- Nominierung als Bester Nebendarsteller (Al Pacino)
- Nominierung als Bestes Schauspielensemble
- Nominierung für das Beste adaptierte Drehbuch (Steven Zaillian)
- Nominierung für die Beste Kamera (Rodrigo Prieto)
- Nominierung für den Besten Schnitt (Thelma Schoonmaker)[59]

Writers Guild of America Awards 2020
- Nominierung für das Beste adaptierte Drehbuch (Steven Zaillian)[60]